# Entenbühl
Der Entenbühl ist ein 901 m ü. NHN hoher Berg im Oberpfälzer Wald in Bayern.

## Geographische Lage
Er befindet sich nordöstlich der Gemeinde Flossenbürg im bayerischen Landkreis Neustadt an der Waldnaab an der Grenze zum Landkreis Tirschenreuth, weniger als einen Kilometer von der tschechischen Grenze entfernt. Südlich erhebt sich in Tschechien der Havran (894 m).
Der Entenbühl ist nach dem 938 m hohen Kreuzfelsen (Gibacht) die zweithöchste Erhebung im deutschen Teil des Oberpfälzer Waldes. Auf tschechischer Seite erreichen der Čerchov (Schwarzkopf) und der Dyleň (Tillenberg) größere Höhen. Außerdem ist der Entenbühl die höchste Erhebung des Landkreises Neustadt an der Waldnaab. Im Landkreis Tirschenreuth, auf dessen Grenze der Entenbühl liegt, gibt es mit der Platte (946 m) einen höheren Berg, der jedoch im südlichen Fichtelgebirge / Steinwald liegt.

## Sehenswürdigkeiten
Unterhalb des Gipfels befinden sich die Hubertuskapelle, ein im Jahr 1938 errichteter und 1998 vom Oberpfälzer Waldverein zur Kapelle umgestalteter Kriegsbunker, sowie ein im Jahr 2000 errichtetes hölzernes Gipfelkreuz.
Um den Berg erstreckt sich auf deutscher Seite das Loipennetz des Ski-Langlaufzentrums Silberhütte.
Der Gipfelbereich ist zudem Standort eines Trigonometrischen Punktes.

## Bilder

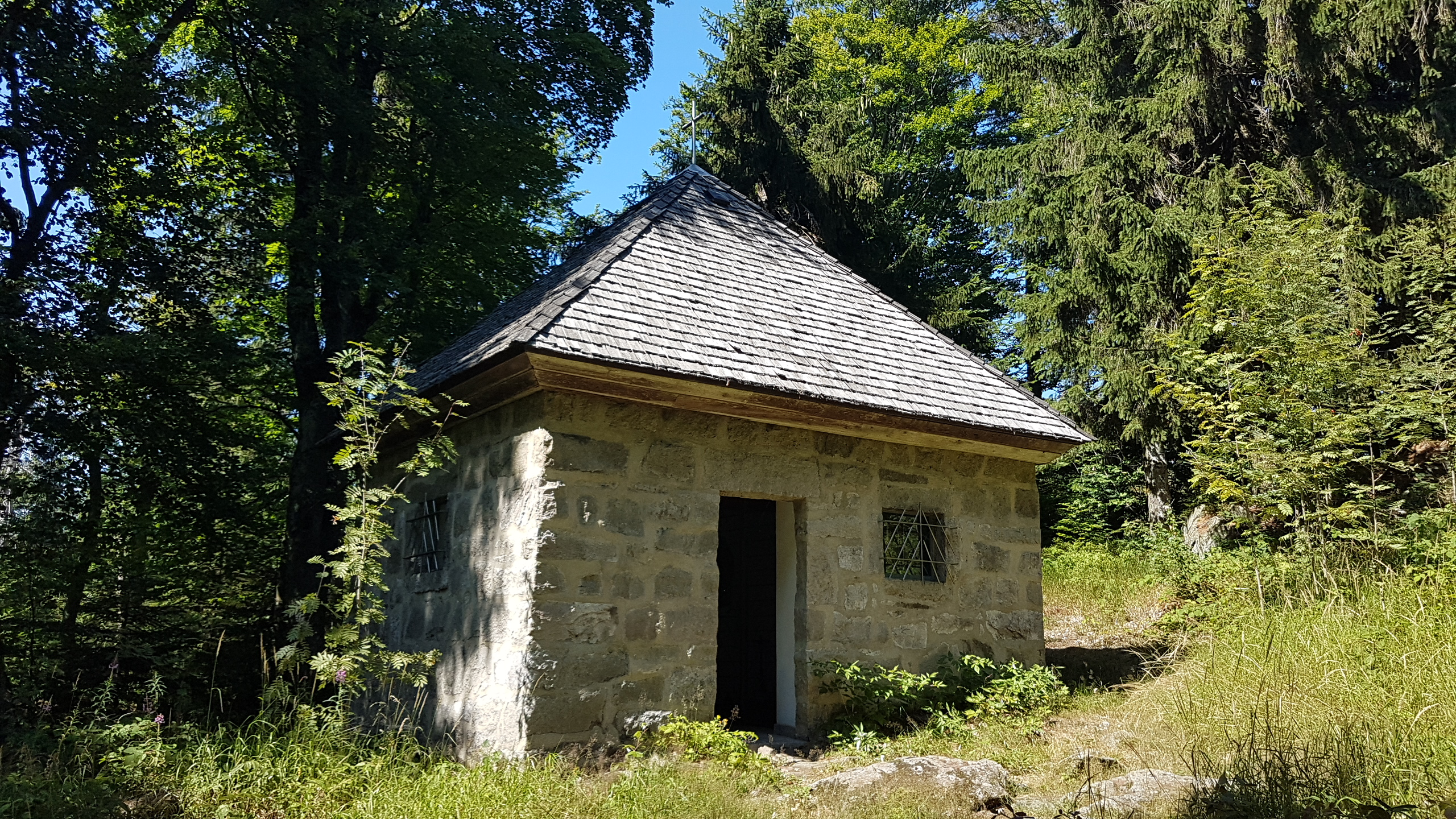
Hubertuskapelle
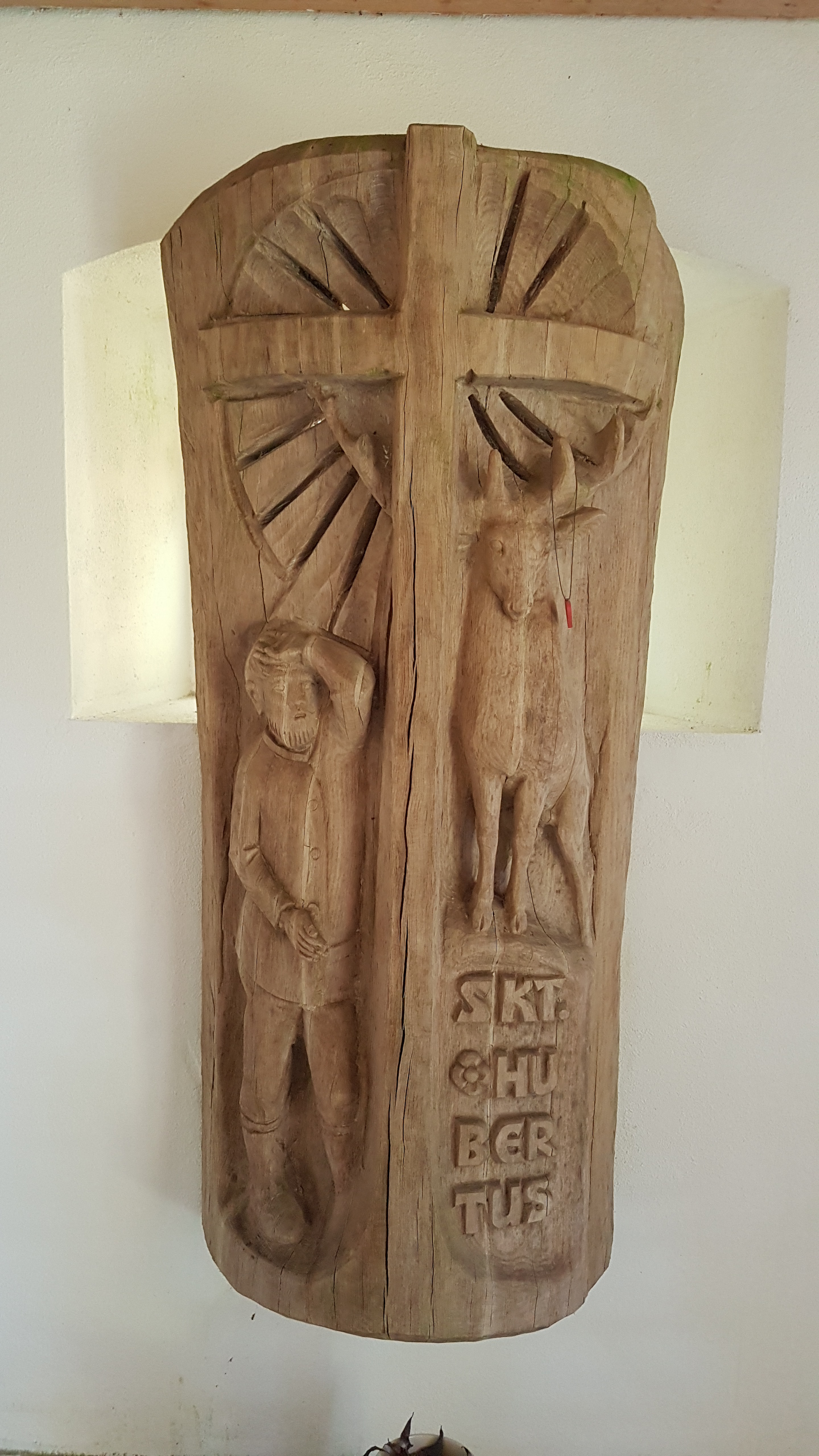
Holzrelief in der Hubertuskapelle
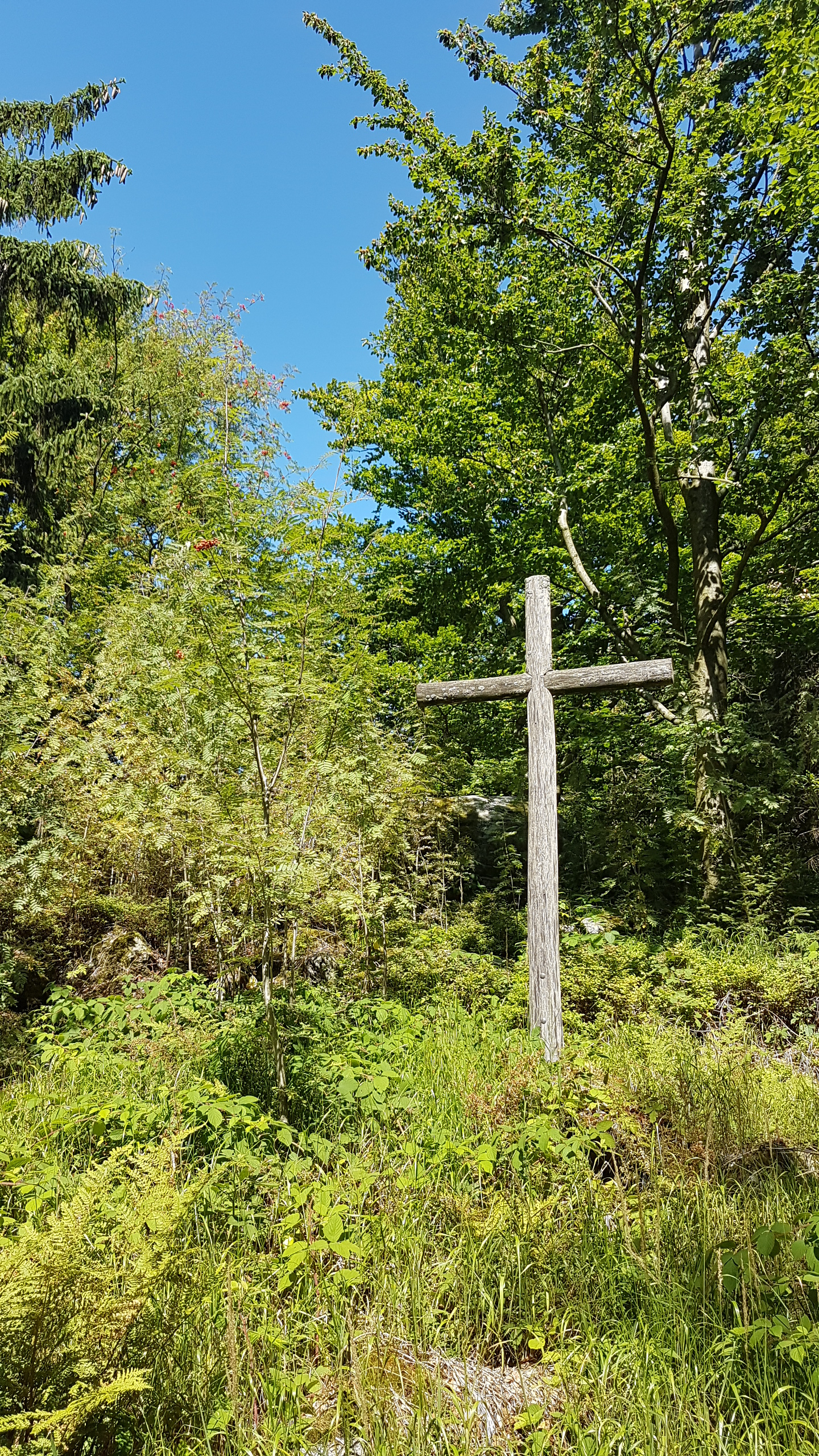
Gipfelkreuz